# Balthazar Getty
Paul Balthazar Getty (* 22. Januar 1975 in Los Angeles) ist ein US-amerikanischer Schauspieler und Musiker.

## Leben
Getty ist der Sohn des Erben John Paul Getty III und dessen deutscher Ehefrau Gisela Getty sowie ein Urenkel des Öl-Tycoons J. Paul Getty. Er wuchs in San Francisco auf. Im Alter von zwölf Jahren wurde Balthazar in der Schule von einem Talent-Scout entdeckt und zum Vorsprechen für die Verfilmung des Romans Herr der Fliegen eingeladen. Obwohl er eigentlich keine Ambitionen hatte, Schauspieler zu werden, wurde er für die Hauptrolle des jungen Ralph gecastet.
Mit seinem Freund Shon Greenblatt gründete er eine Produktionsfirma und produzierte den Thriller Shadow Hours (2000) sowie verschiedene Musikvideos. Getty ist Mitglied der Band Ringside, die in Deutschland für das Lied Tired of Being Sorry bekannt ist.
Im Mai 2000 heiratete Getty die Modedesignerin Rosetta Millington und hat mit ihr einen Sohn und drei Töchter. Das Paar trennte sich vorübergehend, nachdem im Juli 2008 intime Fotos von Getty und der Schauspielerin Sienna Miller in der Öffentlichkeit aufgetaucht waren. Getty war jahrelang heroinabhängig.

## Filmografie (Auswahl)
- 1990: Herr der Fliegen (Lord of The Flies)
- 1990: Blaze of Glory – Flammender Ruhm (Young Guns II)
- 1990: December
- 1991: Ein Papst zum Küssen (The Pope Must Die)
- 1992: Straßenkinder (Where The Day Takes You)
- 1994: Generation X – Don’t Do It (Don’t Do It)
- 1995: Judge Dredd
- 1995: Mr. Holland’s Opus
- 1996: White Squall – Reißende Strömung (White Squall)
- 1997: Lost Highway
- 1997: Begierde – The Hunger (The Hunger, Fernsehserie, 1 Episode)
- 1997: Es lebt! (Habitat)
- 1997: Big City Blues
- 2000: Shadow Hours
- 2000: Four Dogs Playing Poker
- 2001: Das Geheimnis von Pasadena (Pasadena, Fernsehserie, 12 Episoden)
- 2001: MacArthur Park
- 2001: Sol Goode
- 2001: Macht der Begierde (The Center of The World)
- 2002: Hard Cash – Die Killer vom FBI (Run for the Money)
- 2003–2004: Charmed – Zauberhafte Hexen (Charmed, Fernsehserie, 6 Episoden)
- 2004: Im Feuer (Ladder 49)
- 2005: Feast
- 2005: Ghost Whisperer – Stimmen aus dem Jenseits (Ghost Whisperer, Fernsehserie, Episode 1x01)
- 2005: West of Brooklyn
- 2005–2006: Alias – Die Agentin (Alias, Fernsehserie, 15 Episoden)
- 2006: Dirtbags
- 2006: President Evil
- 2006–2011: Brothers & Sisters (Fernsehserie, 71 Episoden)
- 2008: West of Brooklyn
- 2009: Medium – Nichts bleibt verborgen (Medium, Fernsehserie, Episode 5x17)
- 2010: Hawaii Five-0 (Fernsehserie, Episode 1x04)
- 2010: Rizzoli & Isles (Fernsehserie, Episode 1x07)
- 2013: Big Sur
- 2014: Der Richter – Recht oder Ehre (The Judge)
- 2014: House of Lies (Fernsehserie, Episode 3x08)
- 2015: Horror
- 2017: When We Rise (Fernsehserie, 2 Episoden)
- 2017: Twin Peaks (Fernsehserie, 3 Episoden)
- 2021: La Flamme Rouge